# Hans Jordan
Hans Jordan, nemški general, * 27. december 1892, † 20. april 1975.